# Esben Dalgaard Andersen
Esben Dalgaard Andersen (født 3. juli 1976) er en dansk skuespiller.

## Karriere
Andersen blev uddannet fra Danske Teater- og Balletakademi i 1999, Lee Strassberg Theatre Institute i New York i 2003 og fra Skuespillerskolen ved Odense Teater i 2008.[kilde mangler]
Siden har han medvirket i forestillinger Seest og Mumin ved Mungo Park i Kolding og han modtog for sin portrættering af politiker Mogens Glistrup i forestillingen Ned med Skatten op med Humøret på Rønne Teater i 2010 en Talent-Reumert.
I 2010 medvirkede Andersen i dramaserien Livvagterne og i 2011 medvirkede han i fjerde sæson af satireshowet Live fra Bremen. I løbet af 2014 optrådte Andersen i flere produktioner i mindre biroller, såsom i Klassefesten 2: Begravelsen og Når dyrene drømmer, mens han også medvirkede i DRs historiske miniserie 1864 og indtog en af hovedrollerne i komedie-dramaserien Bankerot. I 2015 medvirkede han i børnefilmen Skammerens datter, som er en filmatisering af bogen af samme navn. Samme år spillede Andersen Jeppe i Jeppe på Bjerget og medvirkede i TV 2s julekalender, Juleønsket.[kilde mangler]
I mellem 2016 og 2018 optrådte Andersen i flere produktioner i biroller, såsom i Sjit happens, En fremmed flytter ind, Liberty, Landet af glas og Mord uden grænser. I samme periode optrådte han også i Musikken der blev væk på Nørrebros Teater, og han medvirkede i Hella Joofs komedieserie Bedre skilt end aldrig. Fra sommeren 2016 blev Andersen en del af det faste ensemble på Det Kongelige Teater.[kilde mangler] I 2018 medvirkede Andersen i sæson 15 af TV 2s underholdnings- og danseprogram Vild med dans, hvor han dansede med Mille Funk. Parret endte på en tredjeplads.
I 2019 medvirkede Andersen i flere produktioner, såsom i tredje sæson af dramaserien Bedrag, dramaserien Gidseltagningen, komedieserien Sunday og i TV 2s julekalender Tinka og Kongespillet. I 2020 medvirkede Andersen i Christina Rosendahls historiske drama Vores mand i Amerika, hvor han spillede den danske diplomat og spion, Einar Blechingberg. Fra 2018 til 2020 medvirkede Andersen i komedie-drama-serien Hånd i hånd.[kilde mangler]
Andersen optrådte i 2021 i tre tv-serier; krimiserien Skyldig, i den internationalt producerede thrillerserie Red Election og i Netflix-krimiserien Kastanjemanden. I 2022 medvirkede Andersen i børnefilmen Krummerne - Det er svært at være 11 år og i fortsættelsen til TV 2-julekalenderen, Tinka og sjælens spejl.[kilde mangler]

## Privatliv
Andersen blev gift med Charlotte Dalgaard Larsen i 2016; de har sammen en datter. Andersen har også en anden datter fra et tidligere forhold.
Andersen fik i 2012 konstateret modermærkekræft, og blev meldt kræftfri i 2017. I 2021 fik Andersen atter konstateret modermærkekræft, som denne gang havde spredt sig via blodet og sat sig mange steder i kroppen, blandt andet i leveren. Han undergik herefter immunterapeutisk behandling.

## Filmografi

### Tv-serier
| År        | Serie                      | Rolle                | Noter        |
| --------- | -------------------------- | -------------------- | ------------ |
| 2010      | Livvagterne                | Thomas Eriksen       |              |
| 2014      | 1864                       | Erasmus              |              |
| 2014-2015 | Bankerot                   | Dion                 |              |
| 2015      | Juleønsket                 | Karsten              | Julekalender |
| 2016      | Bedre skilt end aldrig     | Rune                 |              |
| 2017      | Sjit happens               |                      |              |
| 2017-2019 | Gidseltagningen            | Esben Garnov         |              |
| 2018      | Liberty                    | Højbjerg             |              |
| 2018      | Mord uden grænser          | Kenny                |              |
| 2018-2020 | Hånd i hånd                | Anders Dybdal Jensen |              |
| 2019      | Bedrag                     | Møller               |              |
| 2019      | Sunday                     | Kloak Mark           |              |
| 2019      | Tinka og kongespillet      | Grot                 | Julekalender |
| 2021      | Skyldig II                 | Henrik Berg          |              |
| 2021      | Red Election               | Michael Jespersen    |              |
| 2021      | Kastanjemanden             | Steen Hartung        |              |
| 2022      | Tinka og sjælens spejl     | Grot                 | Julekalender |
| 2022      | Nordland '99               | Noller               |              |
| 2022      | Julehjertets hemmelighed   | Erik                 | Julekalender |
| 2023      | Dansegarderoben            | Jørgen Ryg           |              |
| 2023      | Troldehjertets Hemmelighed | Erik                 |              |

### Film
| År   | Film                                   | Rolle              | Noter          |
| ---- | -------------------------------------- | ------------------ | -------------- |
| 2014 | Når dyrene drømmer                     | Bjarne             |                |
| 2014 | Klassefesten 2: Begravelsen            | Soldat             |                |
| 2014 | Sandy & Pepo                           |                    |                |
| 2014 | Lev stærkt                             | Martins chef       |                |
| 2015 | Skammerens datter                      | Rikert             |                |
| 2016 | 1864                                   | Erasmus            |                |
| 2016 | I blodet                               | Rune               |                |
| 2017 | En fremmed flytter ind                 | Casper             | Dokumentarfilm |
| 2018 | Landet af glas                         | Lars               |                |
| 2019 | Hacker                                 | Peter              |                |
| 2020 | Vores mand i Amerika                   | Einar Blechingberg |                |
| 2022 | Krummerne - Det er svært at være 11 år | Krummefar          |                |

### Tv-show
- Live fra Bremen (2011)
- Vild med Dans (2018)
- Shaolin (2024)